# Pferdeberg (Mittelherwigsdorf)
Der 406,4 m hohe Pferdeberg ist eine bewaldete Basaltkuppe im Großhennersdorfer Lösshügelland in der Östlichen Oberlausitz. Er liegt auf der Gemarkung Oberherwigsdorf in der Gemeinde Mittelherwigsdorf.

## Lage
Der Pferdeberg befindet sich zwischen Oberherwigsdorf, Niederoderwitz und Oberseifersdorf. Nördlich erheben sich der Birkberg (370 m) und der Sonnenhübel (469 m), nordöstlich der Steinberg (373 m), südlich der Landberg (316 m) und nordwestlich der Hutberg (405 m).

## Beschreibung
Der Pferdeberg ist Teil einer zusammenhängenden Basaltdecke, die sich vom Geiersberg (377 m) über den Hutberg bis zum Pferdeberg in südwestlicher Richtung erstreckt. Am Südhang wurde früher in kleinen Steinbrüchen Basalt abgebaut.
An seinem Nordosthang erstreckt sich der Wald Kohlige, auch Kohliche genannt. Wegen der für die Landwirtschaft nicht nutzbaren quellnassen Böden blieb das kleine Waldgebiet erhalten und ist die größte Forstfläche in der Gemarkung Oberherwigsdorf. 
An den Hängen des Pferdeberges entspringen mehrere Bäche und Rinnsale, wie etwa das Neufeldenwasser am Nordwesthang, der Eckartsbach am Osthang und der Krebsbach am Südosthang. Am Südhang des Berges liegen die Quellen des Rietschebaches und des Schwarzen Grabens, am Südwesthang entspringt der Höllgraben.